# صلح باساو

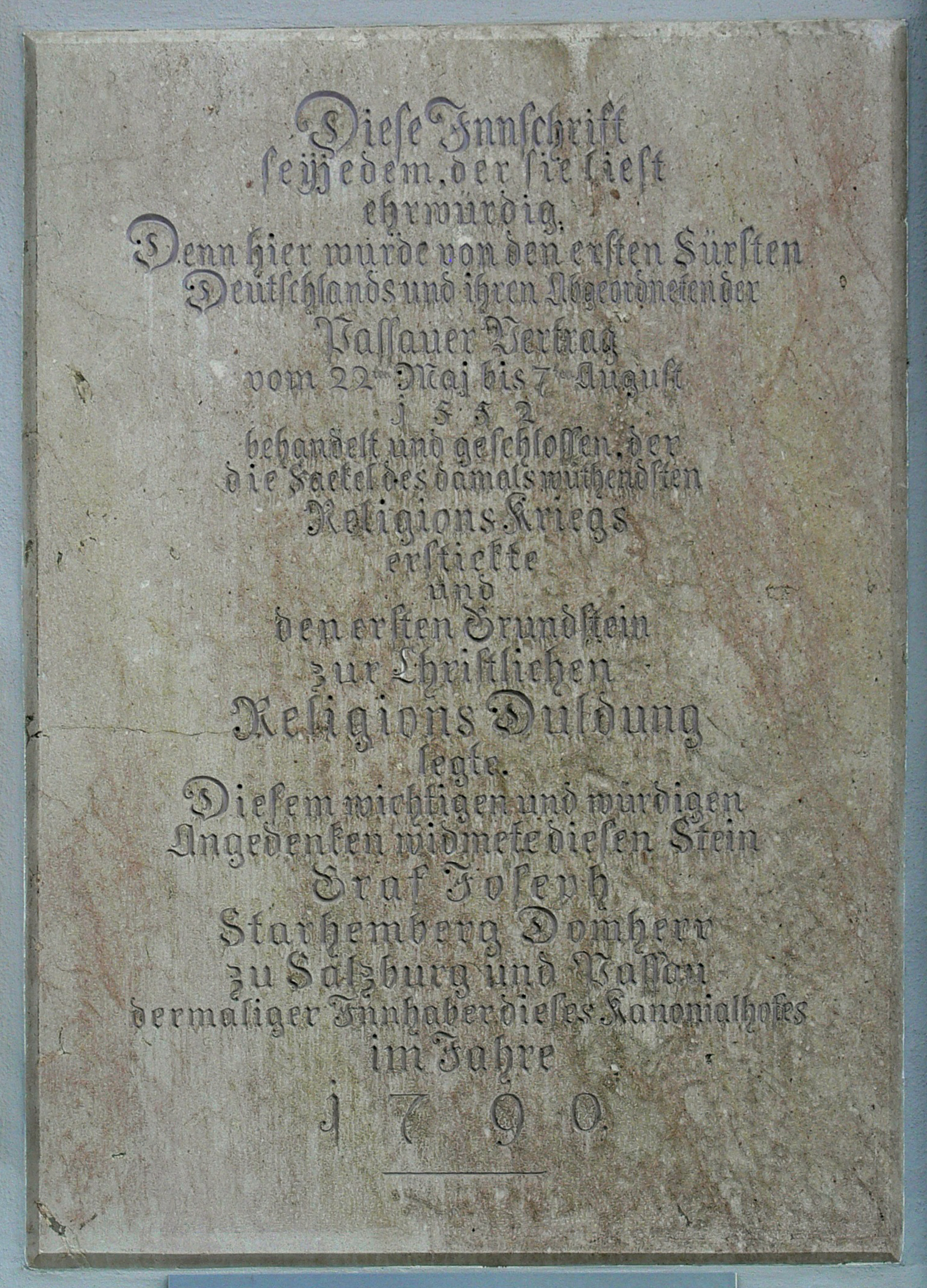

بعد تحقيق الإمبراطور الروماني المقدس تشارلز الخامس انتصارًا على القوات البروتستانتية في حرب شمالكالديك عام 1547. كان العديد من الأمراء البروتستانت غير راضين عن المصطلحات الدينية التي فرضها صلح أوجسبورج المؤقت بعد هذا النصر. في يناير 1552 بقيادة موريس ناخب ساكسونيا، شكل العديد تحالفًا مع هنري الثاني ملك فرنسا في معاهدة شامبورد. في مقابل التمويل والمساعدة الفرنسيين حصل هنري على أرض في غرب ألمانيا. في ثورة الأمراء التي تلت ذلك والمعروفة أيضًا باسم حرب شمالكالديك الثانية، طُرد تشارلز من ألمانيا إلى أراضي أجداده في النمسا، إنسبروك من قبل التحالف البروتستانتي، بينما استولى هنري على أسقفيات الراين الثلاثة في ميتز وفردان وتول. في أغسطس 1552 بعدما قضى تشارلز ثلاثة عقود من الحرب الأهلية الدينية، كفل تشارلز الحريات الدينية اللوثرية في صُلح باساو. في أغسطس 1552 تم إلغاء تنفيذ صُلح أوجسبورج المؤقت. وأُطلق سراح الأمراء البروتستانت الذين أُخذوا أسرى خلال حرب شمالكالديك وجون فريدريك من ساكسونيا وفيليب من هيسن. تمهيدًا لصُلح أوجسبورج في سبتمبر 1555، حقق صُلح باساو فعليًا لتشارلز الخامس مساعيه طول الحياة من أجل الوحدة الدينية الأوروبية.